# Révolution keynésienne
La révolution keynésienne est le nom donné à un tournant paradigmatique dans la science économique à la suite de la publication de la Théorie générale de l'emploi, de l'intérêt et de la monnaie par John Maynard Keynes en 1936. L'expression a été inventée par Lawrence Klein.

## Historique

### Contexte
John Maynard Keynes publie en 1936 sa Théorie générale de l'emploi, de l'intérêt et de la monnaie. L'ouvrage définit les contours du keynésianisme originel, en proposant des concepts tels que la demande effective (qui remplace la loi de Say), la loi psychologique fondamentale (qui récuse la thèse de l'homo œconomicus), ou encore le multiplicateur keynésien.

### Révolution
L'ouvrage de Keynes fait grand bruit dans le monde académique de l'économie et enclenche des débats économiques comme épistémologiques. La rédaction de manuels d'économie par Paul Samuelson et d'autres économistes américains à partir de 1938 mène à la création d'un nouveau courant de pensée, appelé synthèse néoclassique (ou néokeynésianisme), qui concilie les thèses néoclassiques les plus crédibles avec celles de Keynes. Ce nouveau keynésianisme connaît alors un très grand succès.
En 1947, l'économiste américain Lawrence Klein publie un ouvrage appelé La révolution keynésienne. Il y décrit la manière dont le keynésianisme a révolutionné la science économique et enclenché un changement paradigmatique, de telle manière que la synthèse est devenue, à son tour, une orthodoxie économique, c'est-à-dire du mainstream. Klein souligne l'extraordinaire fécondité théorique de la théorie de Keynes, qui a pu être adaptée et conciliée avec certains morceaux de la théorie néoclassique. L'appellation de « révolution keynésienne » fait écho à la « révolution marginaliste » des néoclassiques marginalistes.
La révolution keynésienne a pour effet de répandre et rendre orthodoxe, même aux adversaires de Keynes, un certain nombre de ses thèses et de ses concepts. C'est dans ce cadre que Milton Friedman, fondateur de l'école monétariste et opposant farouche à l'économiste britannique, a pu dire que « nous sommes tous keynésiens aujourd'hui ».

## Débats et critiques

### Rôle du contexte
L'ampleur et l'étendue de la révolution keynésienne a fait l'objet de débats et de critiques d'ordre historique et épistémologique. Gilles Dostaler fait remarquer que l'émergence de la théorie keynésienne, qui prône un plus grand engagement de l'État dans l'économie, semble tributaire de l'esprit du temps. En effet, à la suite de la Grande Dépression, les juristes et les politiques développent, en suivant des voies différentes selon les pays, de nouvelles approches du gouvernement, et plus largement de l'État. Cela explique pourquoi le keynésianisme a pu être accepté par des personnalités politiques de tous les bords politiques.

### Révolution, évolution
Les auteurs de L’Économie post-keynésienne font remarquer, en 2018, que le caractère novateur de la pensée de Keynes, s'il est évident, a parfois été exagéré. La théorie du multiplicateur keynésien était par exemple inspiré du multiplicateur de Kahn ; Michał Kalecki était arrivé à des conclusions similaires à celles de Keynes à peu près au même moment que lui. On peut retrouver des inspirations de plusieurs économistes dans les travaux de Keynes, dont par exemple Knut Wicksell, ce qui rend moins évident le qualificatif de révolution que celui d'évolution, quoiqu'elle fut radicale.